# Deister
Der Deister, auch Großer Deister genannt, ist ein maximal 405 m ü. NHN hoher Höhenzug im Calenberger Bergland an der Nordgrenze des Niedersächsischen Berglandes nahe Hannover in den Landkreisen Schaumburg, Hameln-Pyrmont und der Region Hannover. Er ist ein beliebtes Naherholungsgebiet. Obwohl er oftmals auch als Teil des Weserberglandes gesehen wird, gehört er im engeren Sinne nicht dazu. 

## Geographie

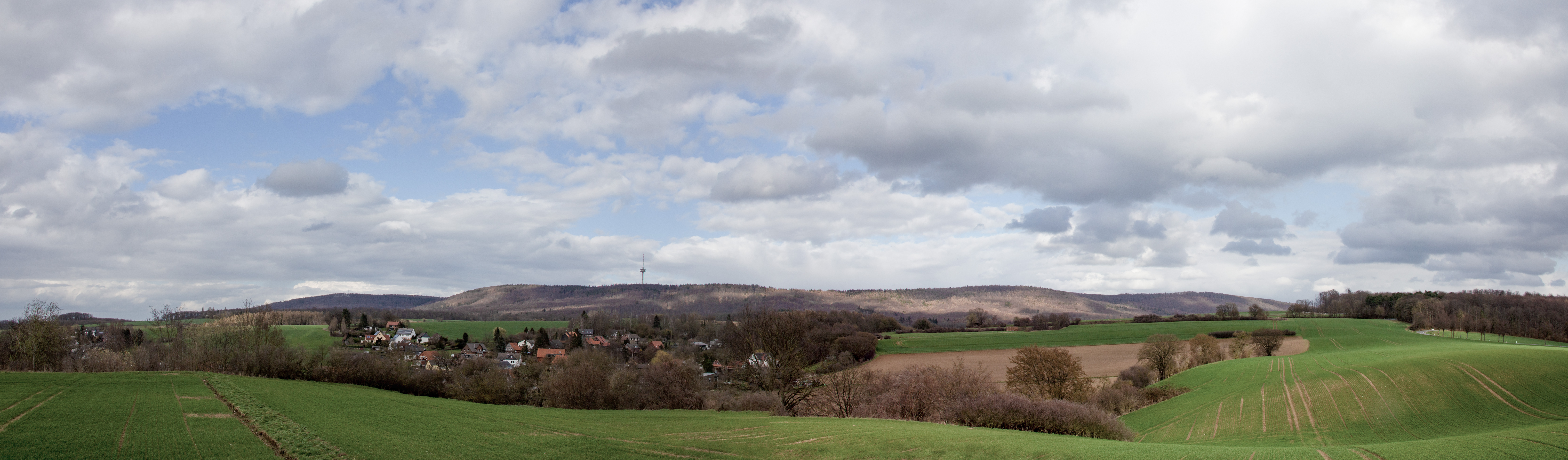
Nordwestlicher Deister mit (vlnr) Rodenberger Höhe (333 m), Egge (355 m), Großem Hals (361 m, Fernmeldeturm Barsinghausen), NN (368 m) und Reinekensiekskopf (382 m, Nordmannsturm).
Im Vordergrund Altenhagen II.

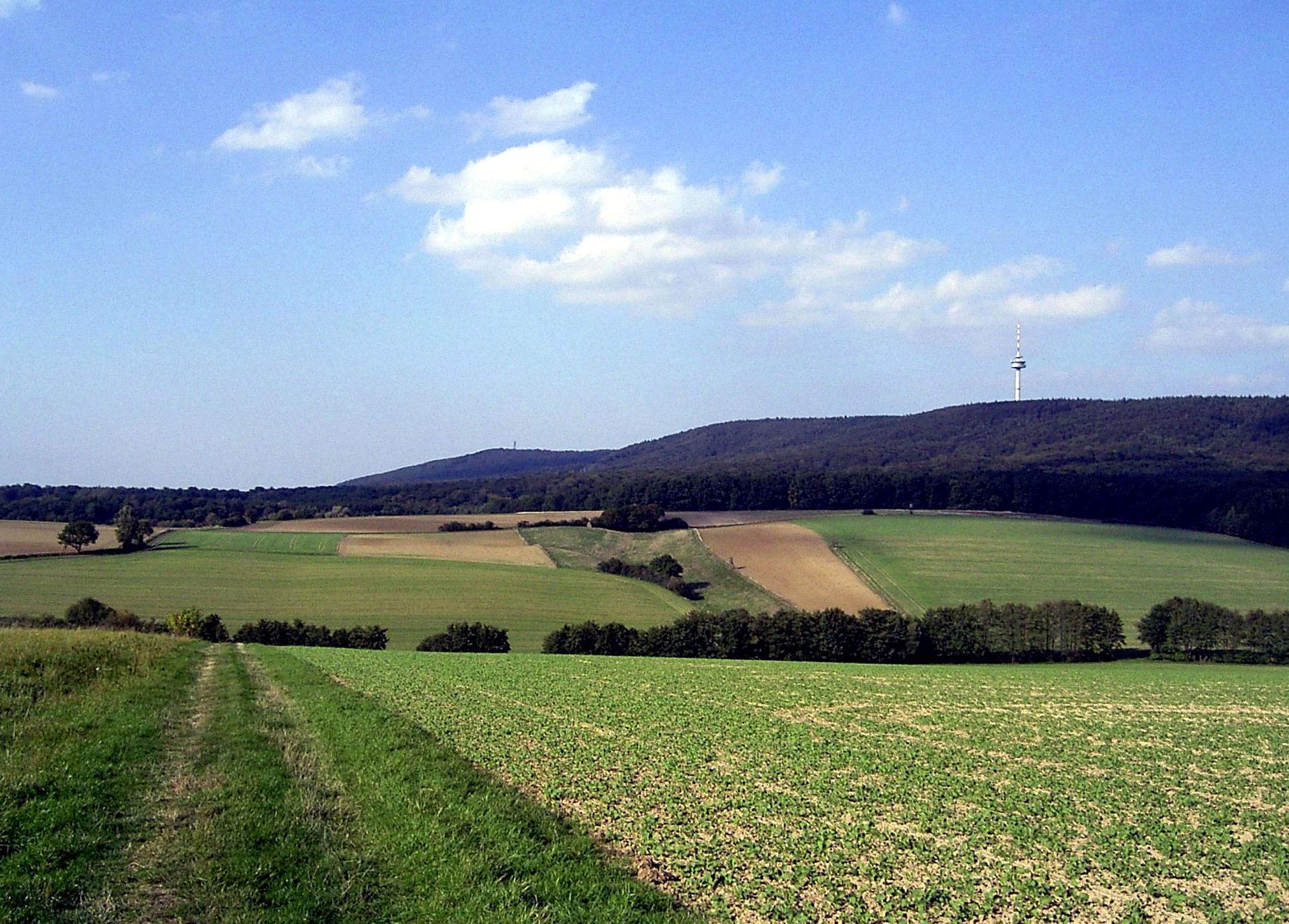
Der Deister bei Lauenau

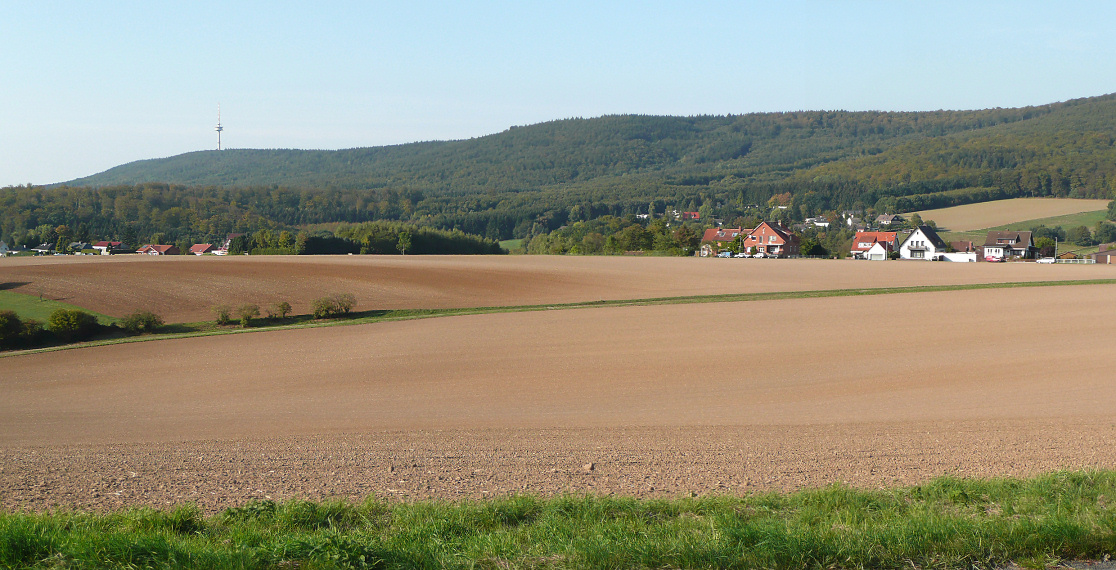
Deisterkamm mit Nienstedt

### Lage
Der Deister liegt rund 20 km südwestlich von Hannover. Er erstreckt sich zwischen den Ortschaften Bad Nenndorf im Nordwesten, Barsinghausen im Norden, Wennigsen im Nordosten, Bennigsen im Osten, Springe im Südosten, Bad Münder im Süden, Eimbeckhausen im Südwesten und Lauenau sowie Rodenberg im Westen auf etwa 21 km Länge; seine Breite liegt im Mittel bei vier Kilometern. In südöstlicher Verlängerung schließt sich der Höhenzug des Kleinen Deisters an.
Im Deister entspringen zahlreiche Bäche. Er wird über die Rodenberger Aue, Südaue, Ihme und Haller in die Leine, im Bereich Bad Münder über die Hamel zur Weser entwässert.

### Naturräumliche Gliederung
Der Deister besteht in der naturräumlichen Haupteinheitengruppe Weser-Leine-Bergland (Nr. 37), in der Haupteinheit Calenberger Bergland (378) und in der Untereinheit Süd-Hannoversche Berge (378.3) aus den Naturräumen Barsinghausener Deister (378.30; Nordosten) und Nienstedter Deister (378.31; Südwesten).

### Berge
Der Deisterkamm ist bis zu 405 m hoch und wird etwa mittig vom 276,6 m hohen Nienstedter Pass gequert. Zu den Bergen und Erhebungen des Höhenzugs gehören – sortiert nach Höhe in Meter (m) über Normalhöhennull (NHN), wenn nicht anders genannt laut:
- Bröhn (405 m),[1] zwischen Nettelrede und Wennigser Mark – mit Annaturm (AT)
- Hirschköpfe: Westnordwestkuppe (395 m) und Ostsüdostkuppe (390 m),[3] zwischen Springe und Wennigser Mark
- Höfeler (395 m),[1] zwischen Luttringhausen und Wennigser Mark – mit Flugsicherungsanlage
- Reinekensiekskopf (382 m),[4] nordöstlich von Nienstedt – mit Nordmannsturm und naher Teufelskanzel
- Hohe Warte (379 m),[1] östlich von Nienstedt, zwischen Wennigser Mark und Eimbeckhausen
- Fahrenbrink (376 m),[1] nordwestlich von Springe
- Großer Hals (361 m),[4] zwischen Barsinghausen und Lauenau – mit Fernmeldeturm
- Ebersberg (355 m),[3] westlich von Springe
- Egge (355 m),[3] zwischen Barsinghausen und Lauenau
- Bielstein (344 m),[1] zwischen Springe und Wennigsen – mit Steilfelsen und Schutzhütte
- Rodenberger Höhe (330 m),[3] zwischen Hohenbostel und Lauenau – mit Wallburg Heisterburg (KD) und Sendeturm
- Stiegeskopf (325 m),[3] zwischen Springe und Wennigsen
- Kalenberg (310 m),[3] zwischen Bredenbeck, Springe und Völksen
- Kappenberg (203,3 m),[3] zwischen Altenhagen II und Springe
- Strutzberg (198 m),[1] südwestlich von Bantorf – mit Belvedereturm (AT)

### Ortschaften
Nienstedt ist die einzige größere Ortschaft im Inneren des Deister. An seinen Rändern liegen (je von Nordwest nach Südost):
- Bad Nenndorf (Nordwestende)

| Südwestrand: - Rodenberg (Abstand) - Feggendorf (unmittelbare Randlage) - Lauenau (Abstand) - Messenkamp (Abstand) und Altenhagen II (unmittelbare Randlage) - Eimbeckhausen (Nienstedt vorgelagert) - Luttringhausen - Nettelrede - Bad Münder | Nordostrand: - Waltringhausen - Bantorf - Hohenbostel - Barsinghausen - Kirchdorf - Egestorf - Wennigser Mark - Wennigsen (Abstand) - Argestorf - Bredenbeck - Steinkrug - Bennigsen - Völksen |

- Springe (Südostende)

## Geologie
Der Deister hat eine herzynisch ausgeprägte Streichrichtung. Er bildet den Nordostflügel einer großen Sattelstruktur. Einem Riegel gleich trennt der dichtbewaldete Höhenzug mit dem südöstlich anschließenden Kleinen Deister und dem Osterwald die flache Calenberger Lössbörde von den Siedlungskammern des Ith, des Süntel und der Bückeberge ab. Das Gebirge entstand durch Anhebungen im Rahmen der Saxonischen Bruchschollentektonik, während die Oberfläche während der Elster-Kaltzeit und Saale-Kaltzeit geformt wurde.
Die nach Nordosten abdachende Hälfte des Deisters ist von ausstreichenden Sandsteinen, Schluffsteinen und Tonsteinen, zum Teil mit Einschaltungen von Steinkohle gekennzeichnet. Es sind die sogenannten Obernkirchen-Schichten (Wealden) der Unterkreide. Die nach Südwesten abdachende, morphologisch etwas steilere Hälfte ist von ausstreichenden Mergelsteinen, Tonsteinen und Kalksteinen gekennzeichnet. Es sind die sogenannten Münder Mergel des Oberen Juras. Weiter nach Südwesten schließen sich Kalksteine, der sogenannte „Eimbeckhäuser Plattenkalk“, an.
Deistersandstein wurde vom Mittelalter bis in die Neuzeit abgebaut und für Bauzwecke verwendet.

## Natur

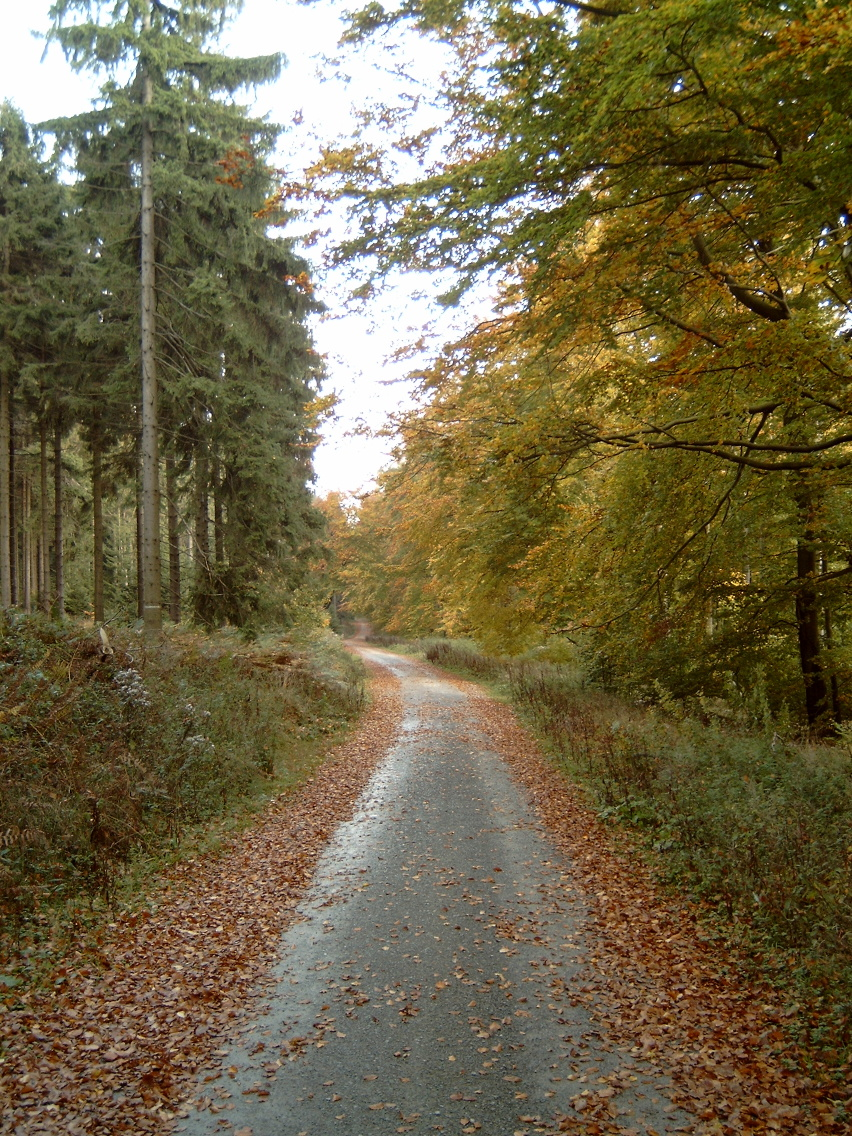
Fichten- und Buchenmischwald längs des Deisterkammweges

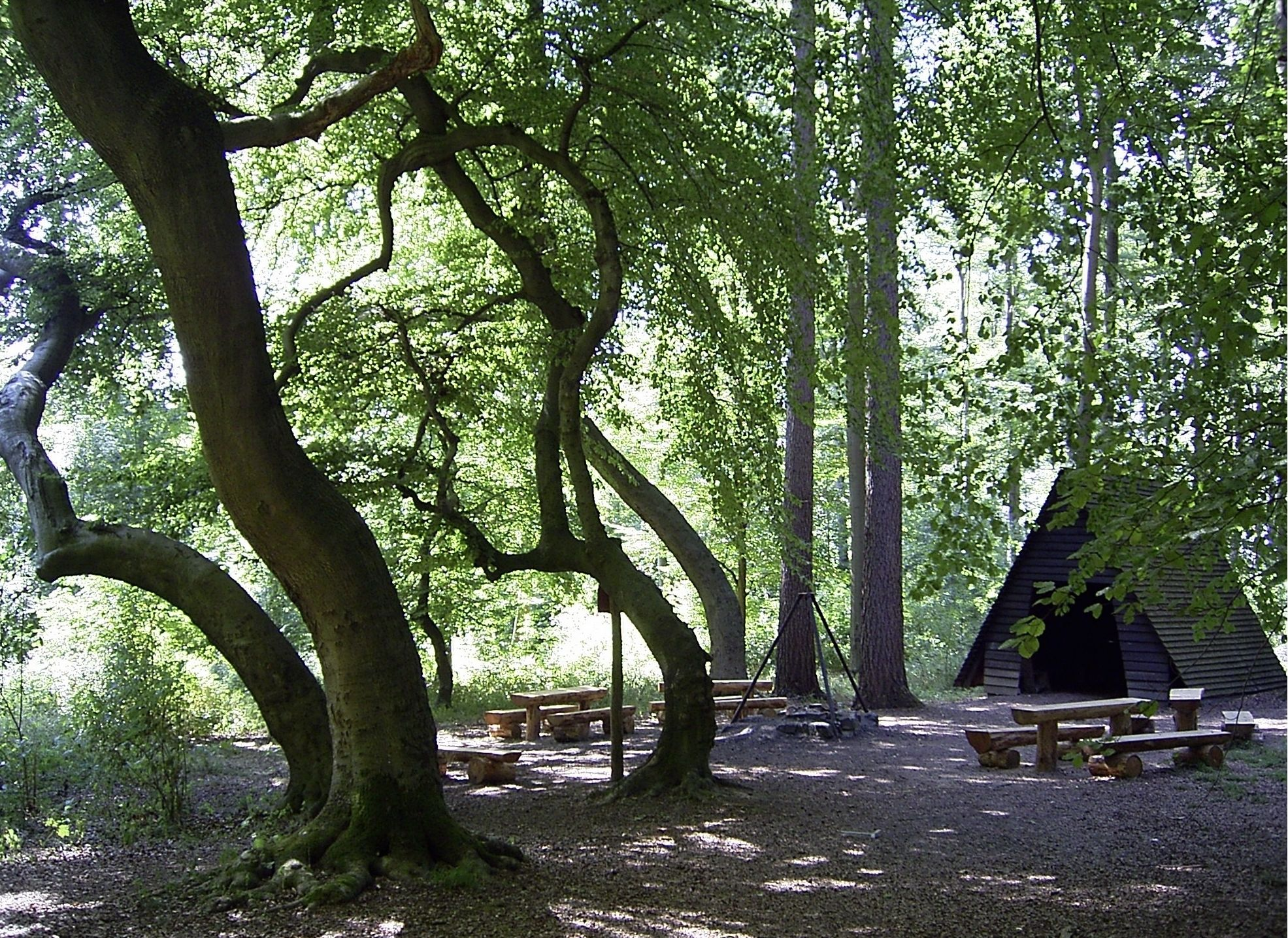
Süntelbuchen am Feggendorfer Grillplatz

### Schutzgebiete
Auf den nordöstlich seines Hauptkamms liegenden Bereichen des Deisters befindet sich das Landschaftsschutzgebiet Norddeister (CDDA-Nr. 323262; 1994 ausgewiesen; 55,99 km² groß), und auf den südwestlich gelegenen Bereichen liegt das dreiteilige LSG Süddeister (CDDA-Nr. 324902-4; 1967; 75,6 km²). Südwestlich dieses Kamms erstreckt sich das Fauna-Flora-Habitat-Gebiet Süntel, Wesergebirge, Deister (FFH-Nr. 3720-301; 24,97 km²), das in der Region Hannover als Naturschutzgebiet Köllnischfeld ausgewiesen ist.

### Flora und Fauna
Der Bergzug ist von einem Buchen-Fichten-, teilweise auch Buchen-Eichen-Forst bzw. -Mischwald bedeckt. An der Cecilienhöhe bei Bad Nenndorf, am Grillplatz Lauenau-Feggendorf und südwestlich vom ehemaligen Forsthaus Köllnischfeld stehen noch mehrere Exemplare der seltenen, hier heimischen Süntelbuchen.
Zu den seltenen Pflanzen des Deisters gehören unter anderem auch Hülse (Stechpalme), Seidelbast, Knabenkräuter, Gelappter Schildfarn und Großes Schneeglöckchen.
Der Deister beherbergt eine für deutsche Mittelgebirge typische Tierwelt. Rot-, Reh- und Schwarzwild kommen zahlreich vor. Weitere vorkommende Haarwildarten sind Baum- und Steinmarder, Hermelin, Iltis und Mauswiesel sowie der Fuchs. Mittlerweile ist er auch Heimat von Bioinvasoren wie Waschbär und Marderhund. Beheimatet sind die Greifvogelarten Mäusebussard, Habicht und Rotmilan. Von den selteneren Kleintieren sind hier die Fledermausarten Mausohr und Kleine Hufeisennase zu Hause.

### Forstwirtschaft
Die staatlichen Forstreviere im Deister gehören zusammen mit denen im Kleinen Deister zum niedersächsischen Forstamt Saupark mit Sitz im Jagdschloss Springe und sind in die Revierförstereien Brünninghausen, Georgsplatz, Jägerhaus, Köllnischfeld, Lauenau und Osterwald aufgeteilt. Die Klosterforste Barsinghausen und Wennigsen gehören zur Klosterrevierförsterei Wülfinghausen. Daneben existieren auch Privatforste wie die Knigge’sche Forst bei Bredenbeck.

## Sehenswürdigkeiten
Der Deister liegt im Grenzbereich alter germanischer Gaue, mittelalterlicher Hoheitsgebiete und neuzeitlicher Landkreise. Daher sind in dem Höhenzug zahlreiche geschichtsträchtige Orte zu finden, die oftmals Wanderziele sind:
- Etwa 200 frühgeschichtliche Hügelgräber, hauptsächlich im Rehborn und im Schneegrund
- Steinformation Alte Taufe
- Zahlreiche alte Grenzsteine und Gedenksteine
- Alte Steinbrüche, in denen früher Deistersandstein abgebaut wurde
- Reste des Steinkohle-Bergbau im Deister, darunter der Feggendorfer Stollen
- Reste frühmittelalterlicher Ringwallanlagen:
  - Heisterburg bei Lauenau-Feggendorf
  - Wirkesburg bei Lauenau-Feggendorf
  - Bennigser Burg bei Bennigsen
- Wennigser Wasserräder am Bruchbach bei Wennigsen
- Die Teufelsbrücke (bei Rodenberg)
- Besucherbergwerk Klosterstollen in Barsinghausen
- Türme im Deister

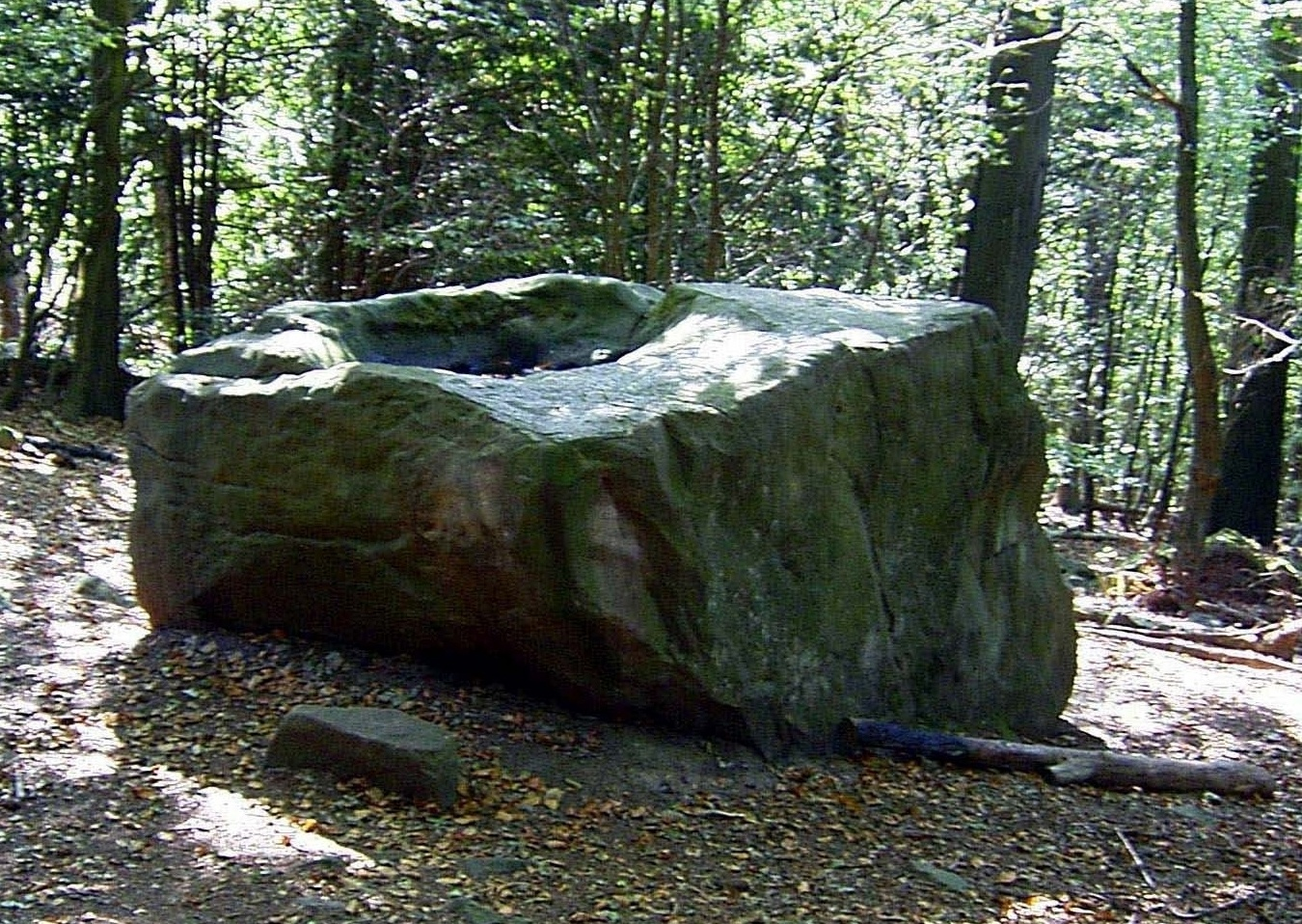
Naturdenkmal „Alte Taufe“
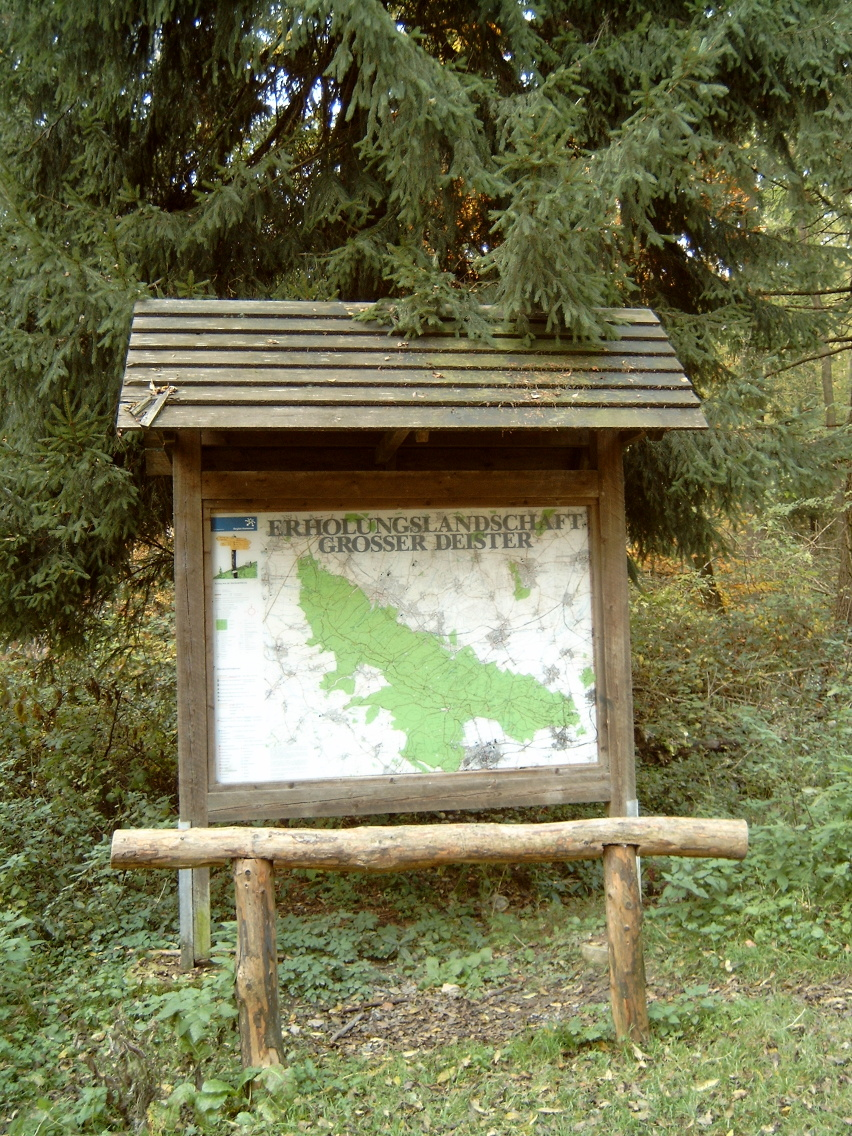
Infotafel „Erholungslandschaft Großer Deister“
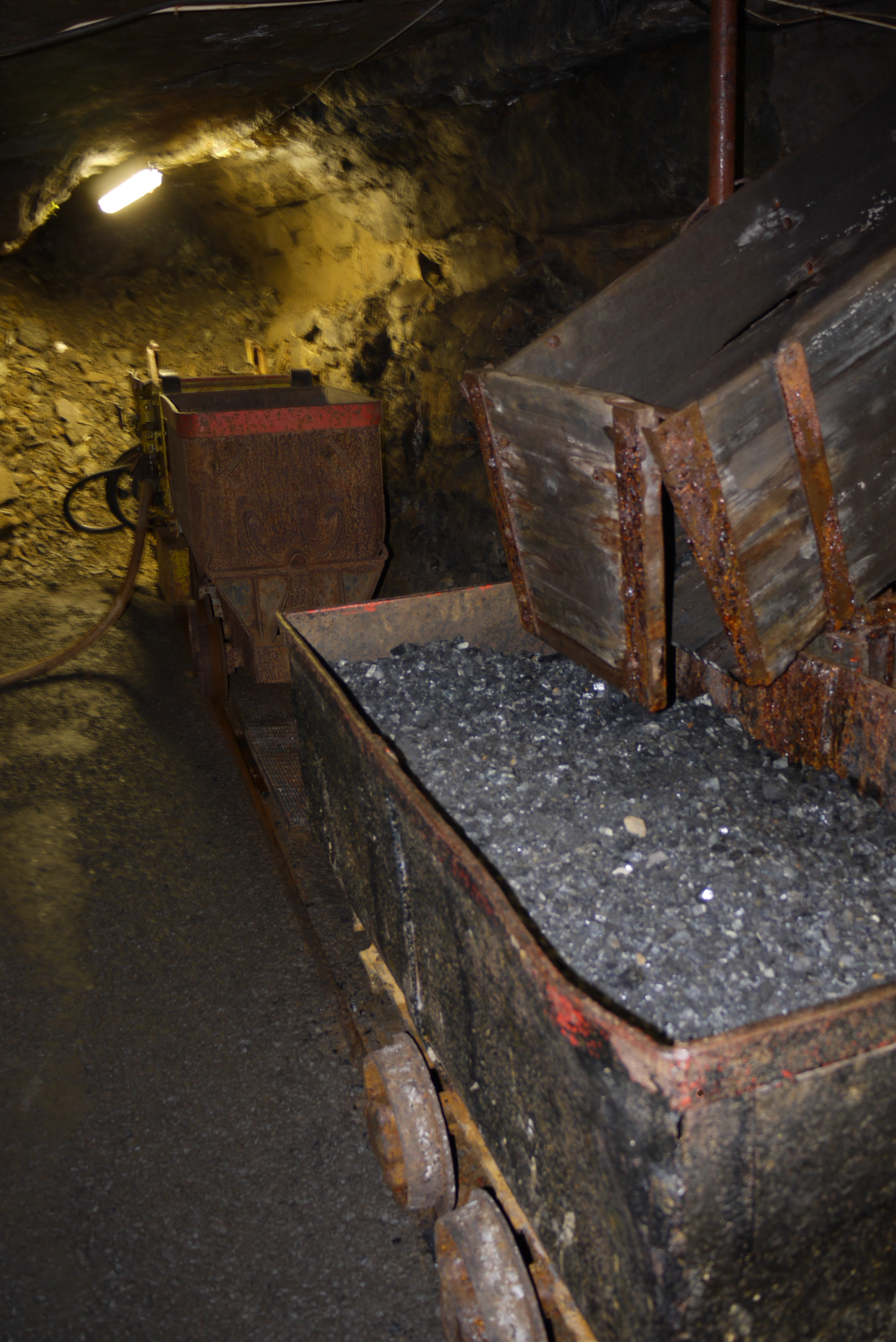
Besucherbergwerk Klosterstollen am Deister
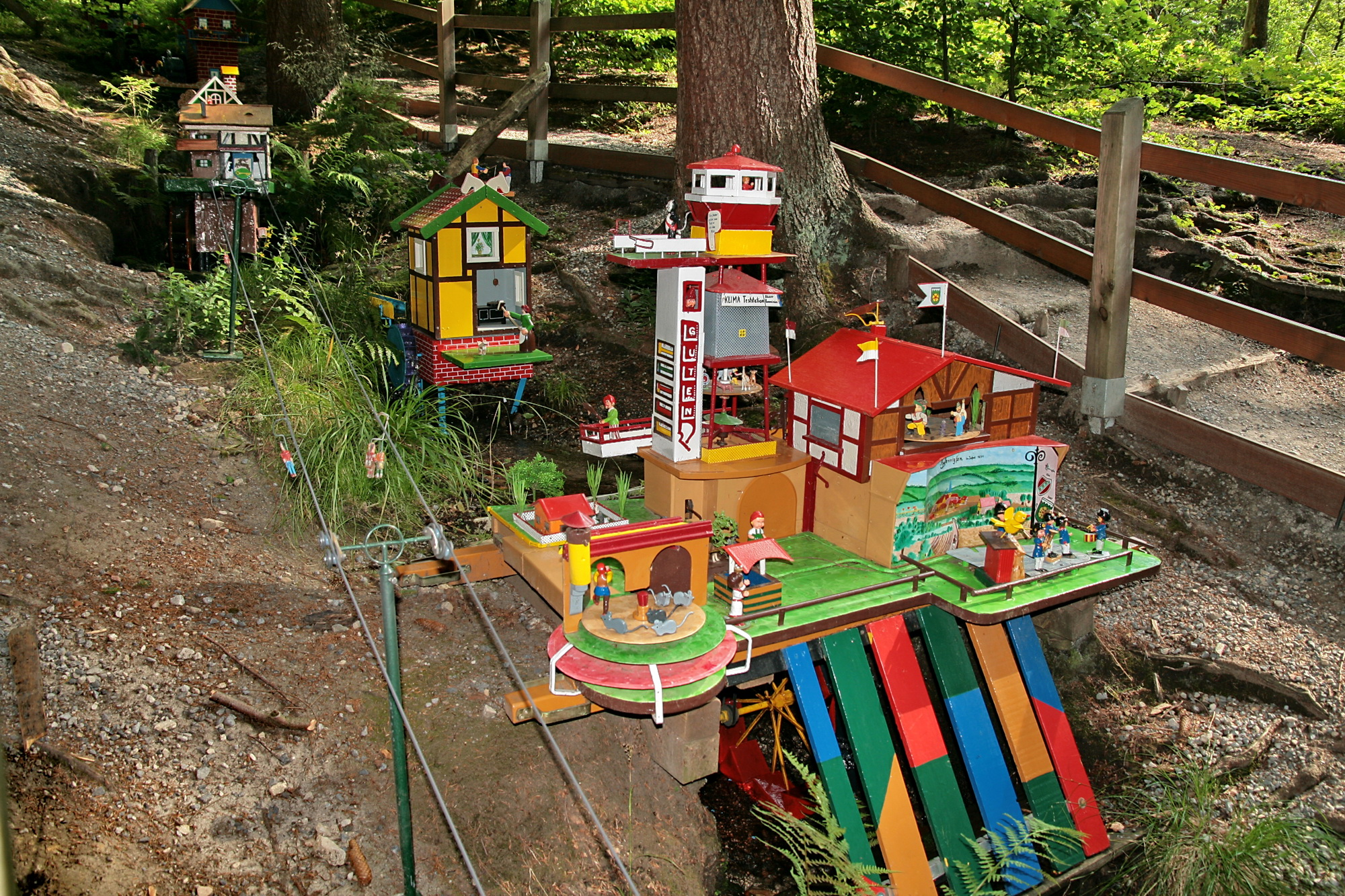
Wennigser Wasserräder bei Wennigsen

## Türme
Auf dem Deister gibt es mehrere Türme (Auswahl):
- Annaturm (29 m), Aussichtsturm auf dem Bröhn, mit Waldgaststätte Annaturm
- Belvedereturm, Aussichtsturm auf dem Strutzberg, 1852 erbaut, 1987 erhöht
- Fernmeldeturm Barsinghausen (139 m, mit Antenne 150 m), auf dem Großen Hals, 1967–1969 erbaut.
- Nordmannsturm (19 m),  Aussichtsturm auf dem Reinekensiekskopf, 1862/63 vom hannoverschen Maurer- und Steinhauermeister Constantin Nordmann (1805–1889) errichtet, 1881 durch Blitz zerstört, 1882 neu erbaut, 2000 renoviert – Zugang durch die Waldgaststätte Nordmannsturm

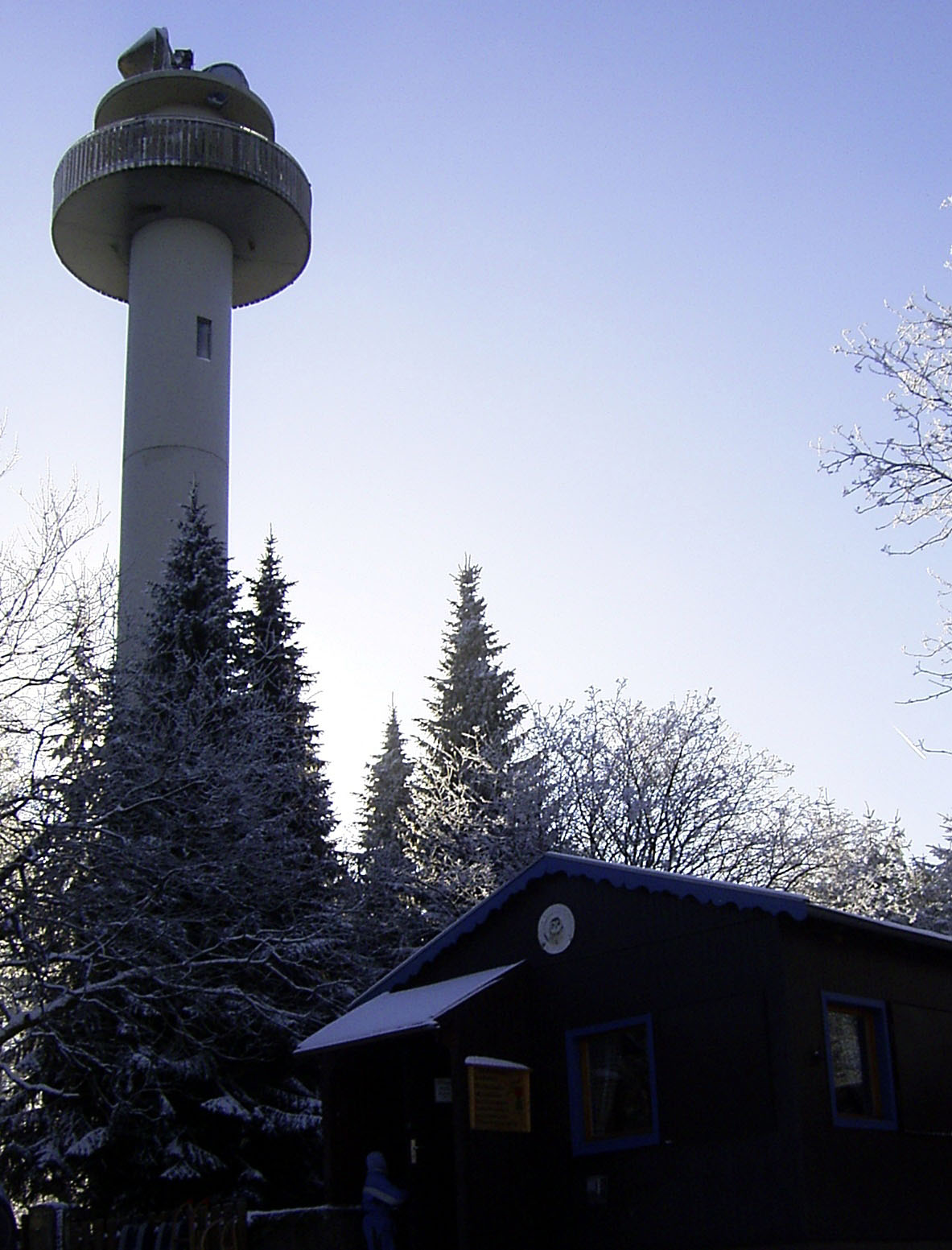
Annaturm (mit Gaststätte)
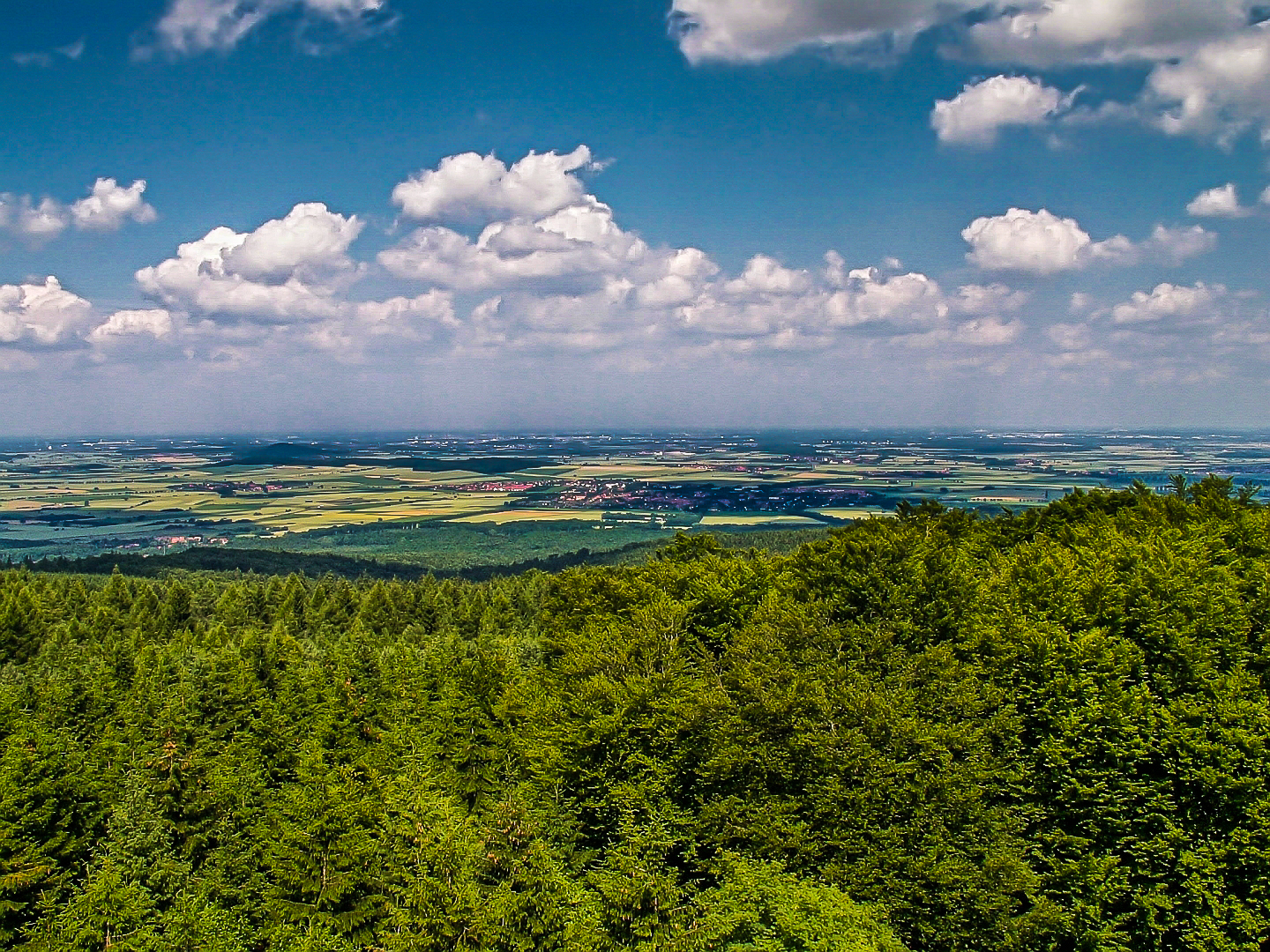
Blick vom Annaturm auf dem Deister über Wennigsen hinweg nordostwärts in das Calenberger Land
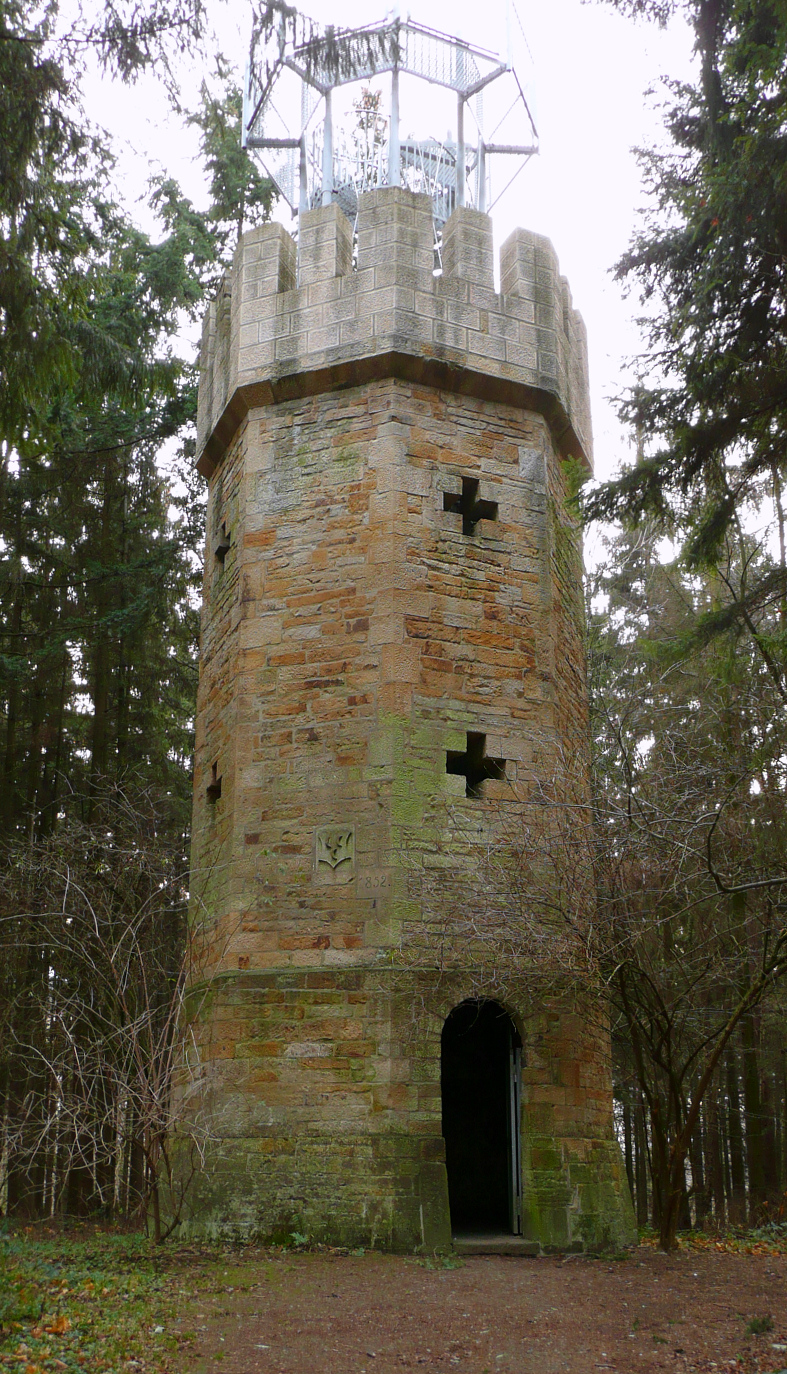
Belvedereturm
Fernmeldeturm Barsinghausen
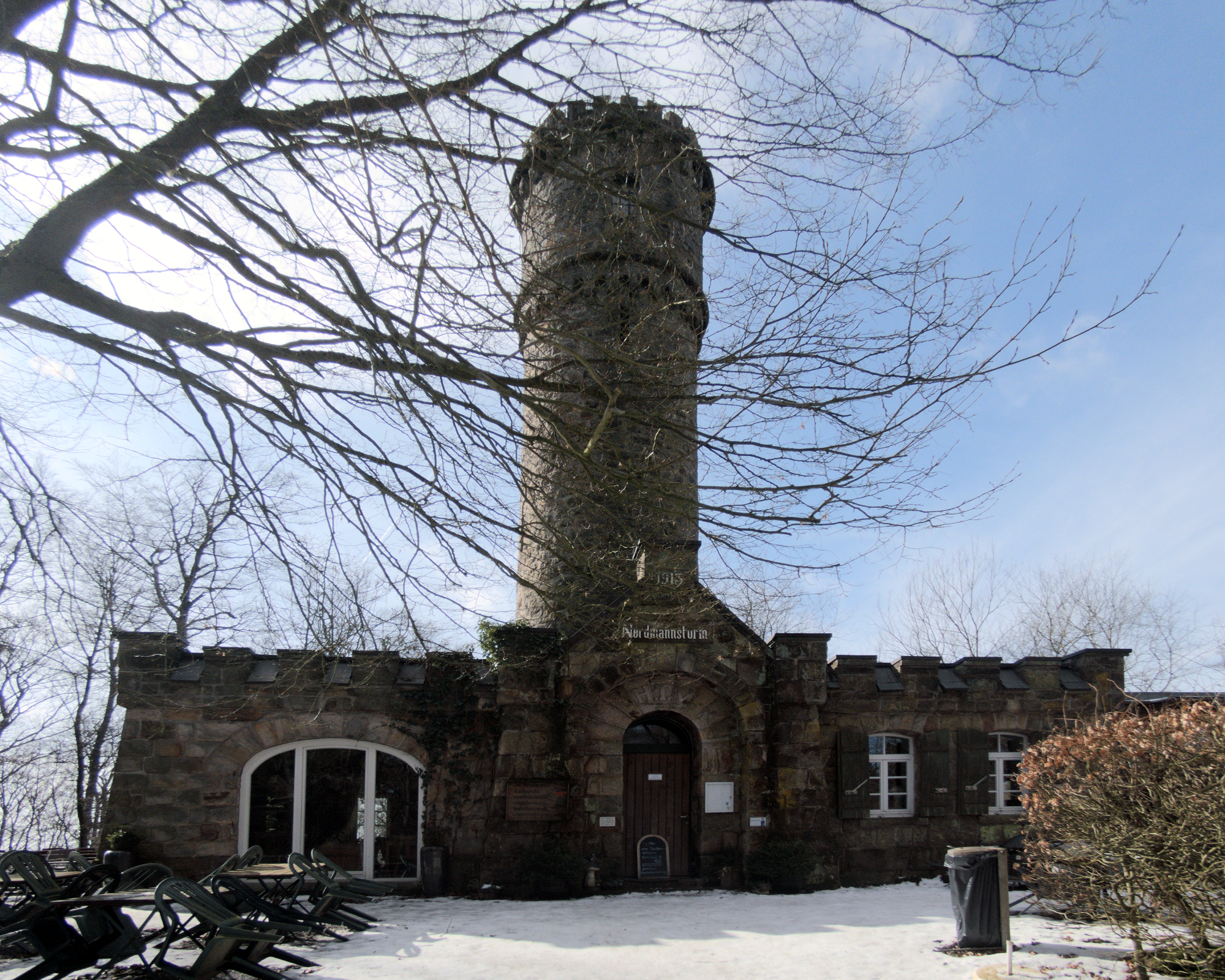
Nordmannsturm (mit Gaststätte)

- Radarstation der Deutschen Flugsicherung (DFS) auf dem Höfeler: Eine von bundesweit sechs SRE-M-Anlagen: Plattform 26 m hoch/mit Antenne 38,5 m, 1981/82 als Betonturm gebaut (Ersatz für eine alte Stahlgitterkonstruktion). Die Reichweite beträgt etwa 145 Nautische Meilen (NM), das entspricht 270 km.

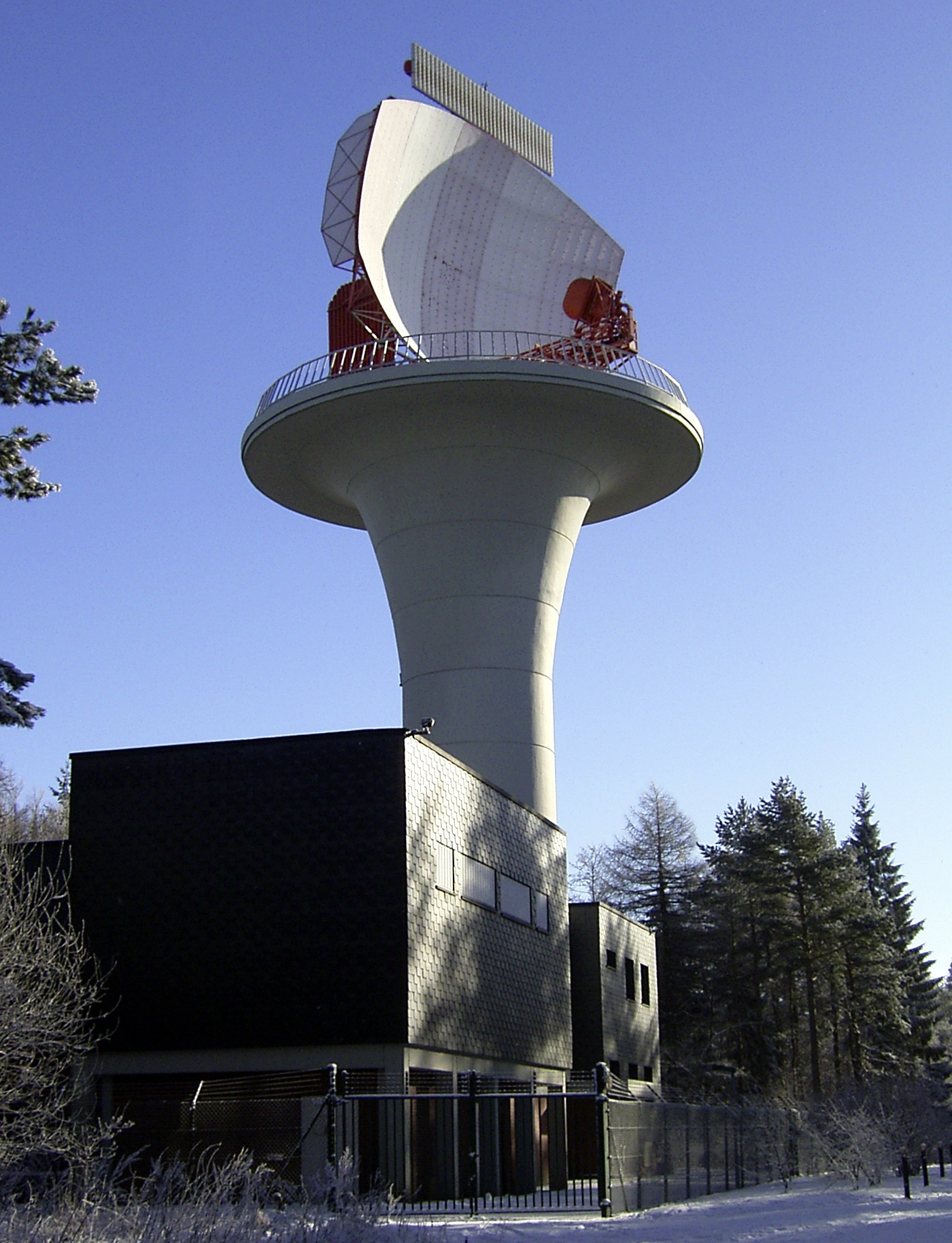
Radarturm der DFS
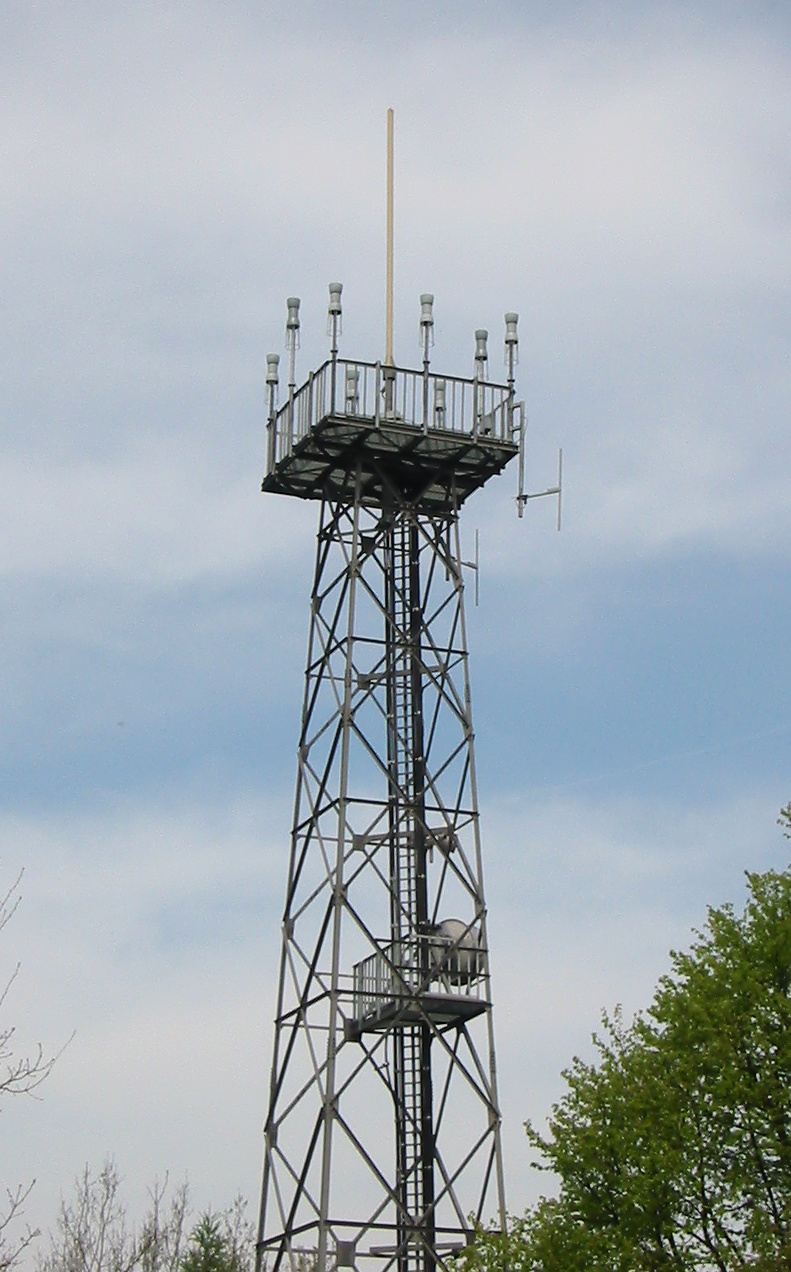
Flugfunk-Bodenstation der DFS
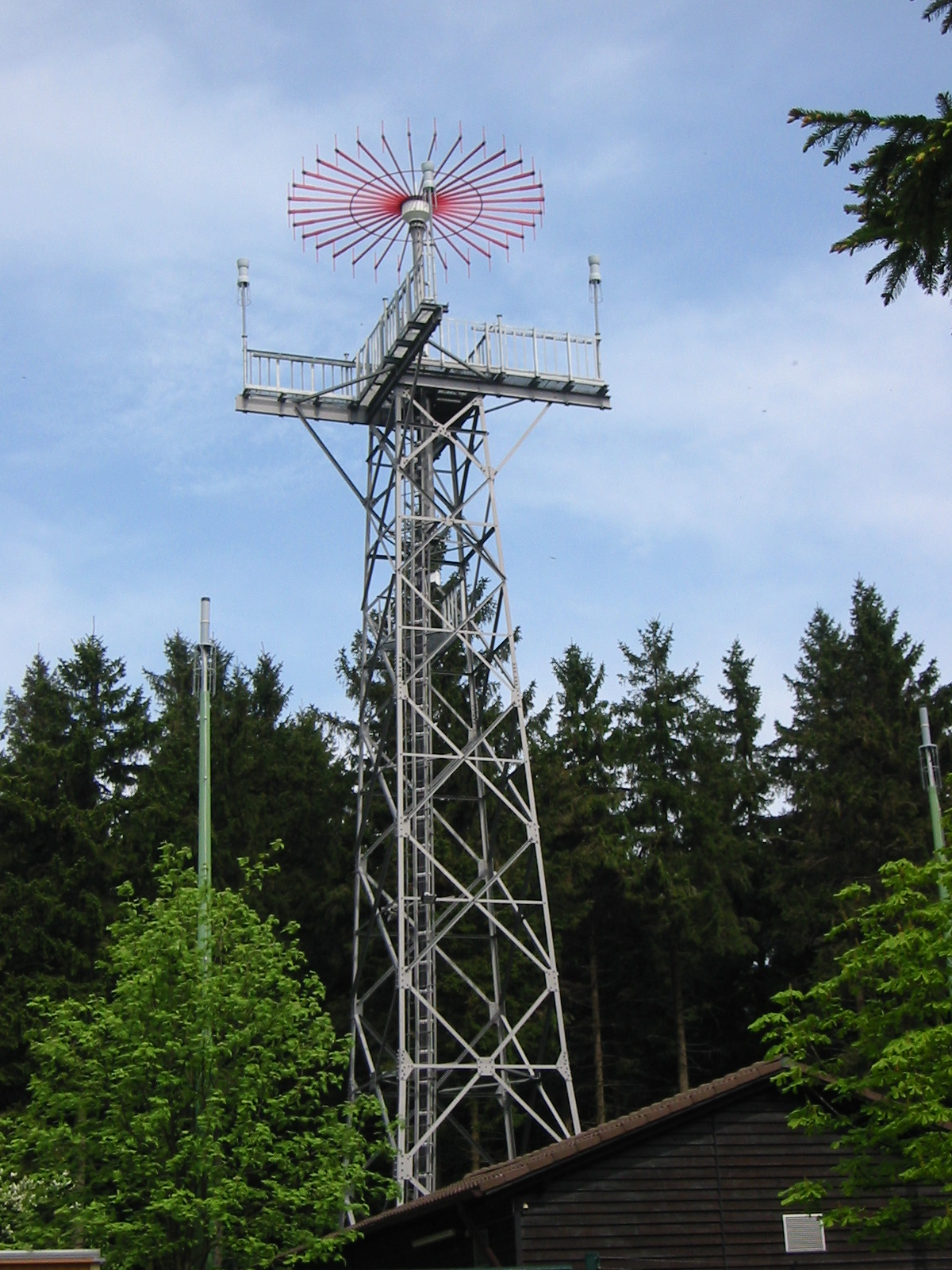
VDF-Peiler der DFS

## Sport
Radsport
Der Deister mit seinen zahlreichen Wirtschaftswegen ist ein beliebtes Ausflugsziel für Mountainbike-Fahrer aus ganz Norddeutschland. Eine 2023 veröffentlichte Studie zum Natur- und Naherholungsraum Deister bezeichnete das Mountainbikefahren als eine den Deister prägende Freizeitaktivität. Die Hauptwege im Deister sind auch mit Trekkingrädern befahrbar. Bei Rennradfahrern erfreut sich der Nienstedter Pass großer Beliebtheit. Die steilste straßenähnlich ausgebaute Auffahrt zum Deisterkamm ist die in Springe beginnende Jägerallee mit einer maximalen Steigung von 15 Prozent. Eine Deisterüberquerung auf asphaltierter Strecke ist jedoch nicht möglich.
Nachdem in den 2010er Jahren wegen der vermehrten Anlage von illegalen Trails im Wald Konflikte zwischen Mountainbikern, Waldbesitzern und Förstern aufkamen, gründete sich 2012 der Verein Deisterfreunde. Der Verein als Interessengemeinschaft der Mountainbiker betreibt in Zusammenarbeit mit der Region Hannover und den Niedersächsischen Landesforsten drei Downhill-Strecken, auf denen Mountainbiker offiziell fahren dürfen.  Mit der Corona-Pandemie verstärkte sich ab 2019 der Konflikt, da viele Menschen den Mountainbike-Sport für sich neu entdeckt hatten. Es entstanden zahlreiche unerlaubt angelegte Mountainbike-Trails, unter anderem über die historischen Wallanlagen der Heisterburg. Die Zahl der illegal angelegten Trails schätzte die Region Hannover 2019 auf etwa 60. 2023 schalteten die Klosterkammer Hannover und private Waldeigentümer die Polizei wegen eines illegalen Trails mit Rampen, Erdwällen und tiefe Rinnen ein.
Wandern
Der Deister verfügt über zahlreiche Wanderwege. Er kann auf Waldwegen und -pfaden durchwandert werden. Zu seinen Wanderwegen gehören:
- Europäischer Fernwanderweg E1, verläuft von Bad Nenndorf weitgehend auf dem Kammweg durch den Deister bis Bad Münder am Deister
- Calenberger Weg (Bad Nenndorf-Marienburg), verläuft von Bad Nenndorf zunächst auf der Nordseite, überquert den Deister am Taternpfahl und verlässt ihn in Völksen
- Roswithaweg (Nienburg-Bad Gandersheim), verläuft auf der Südseite
- Kansteinweg (Hannover-Alfeld), überquert den Deister an der Wöltjebuche
- Deisterkreisel, Radtourenweg, der um den Großen Deister herumführt

Der Hannoversche Wander- und Gebirgsverein beklagte 2024 die Verdrängung von Wandernden und anderen Erholungsuchenden im Deister durch Mountainbiker.
Wintersport
Im Deister bei Springe gibt es drei Skilifte. Weiterhin werden bei Köllnischfeld bei entsprechendem Wetter Loipen angelegt. Die Anlagen werden vom Ski-Club Springe e. V. gepflegt.
Segelfliegen
Bei Südsüdwestwind bilden sich am Deister Leewellen aus, in denen Segelflugzeuge bis in große Höhen in laminarem Aufwind steigen können. Höhen von maximal 7000 m sind hier bereits ohne Motorkraft erflogen worden.

## Redensart
Die Redensart „der ist über den Deister“ kann für „verschwunden“, aber auch „verstorben“ stehen: Im norddeutschen Sprachgebrauch wird der Ausdruck „über den Deister gehen“ verwendet wie „den Bach herunter gehen“, „sich aus dem Staub machen“ oder auch „über den Jordan gehen“.
Einen Menschen, mit dem man nichts mehr zu tun haben will, würde man am liebsten „über den Deister schicken“, damit er endlich verschwindet.
Die Redensart entstand wahrscheinlich durch die Abwanderung vieler junger Leute aus dem südwestlich vom Deister gelegenen Schaumburger Land in die wachsende Stadt Hannover im 19. und frühen 20. Jahrhundert: Diese liegt „über’n Deister“ auf der nordöstlichen Seite des Höhenzugs. Umgekehrt war es üblich, dass hochverschuldete Hannoveraner „über den Deister“ in die Grafschaft Schaumburg flohen, um ihren Gläubigern zu entgehen. Eine andere Theorie aus dem Touristikbereich vermutet, dass die Redensart durch Menschenopfer an der Alten Taufe entstand. Es ist jedoch historisch umstritten, ob an dem Stein tatsächlich Menschenopfer stattgefunden haben.
Eine weitere Theorie ist auf die Ortschaft Nienstedt im Deister zurückzuführen. Die Flächen der Gemarkung Nienstedt wurden im Zeitraum zwischen etwa 1200 bis 1700 von Mönchen des Klosters Barsinghausen gerodet. Die Nienstedter sind deshalb kirchlich seit jeher zu Barsinghausen gehörig, besaßen aber viele Jahrzehnte oder sogar Jahrhunderte keinen eigenen Friedhof. Also mussten die Verstorbenen zur Beerdigung mühsam „über den Deister“ gebracht werden.

## Verkehr

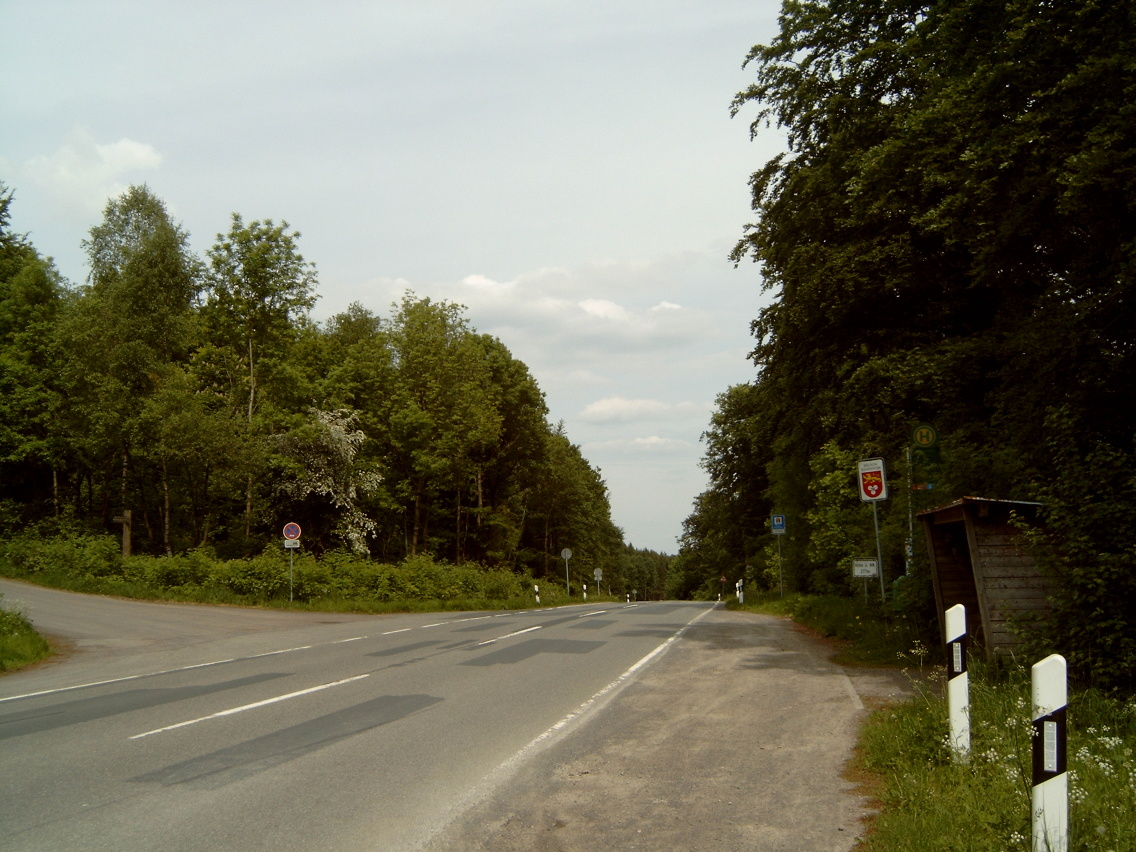
Nienstedter Pass

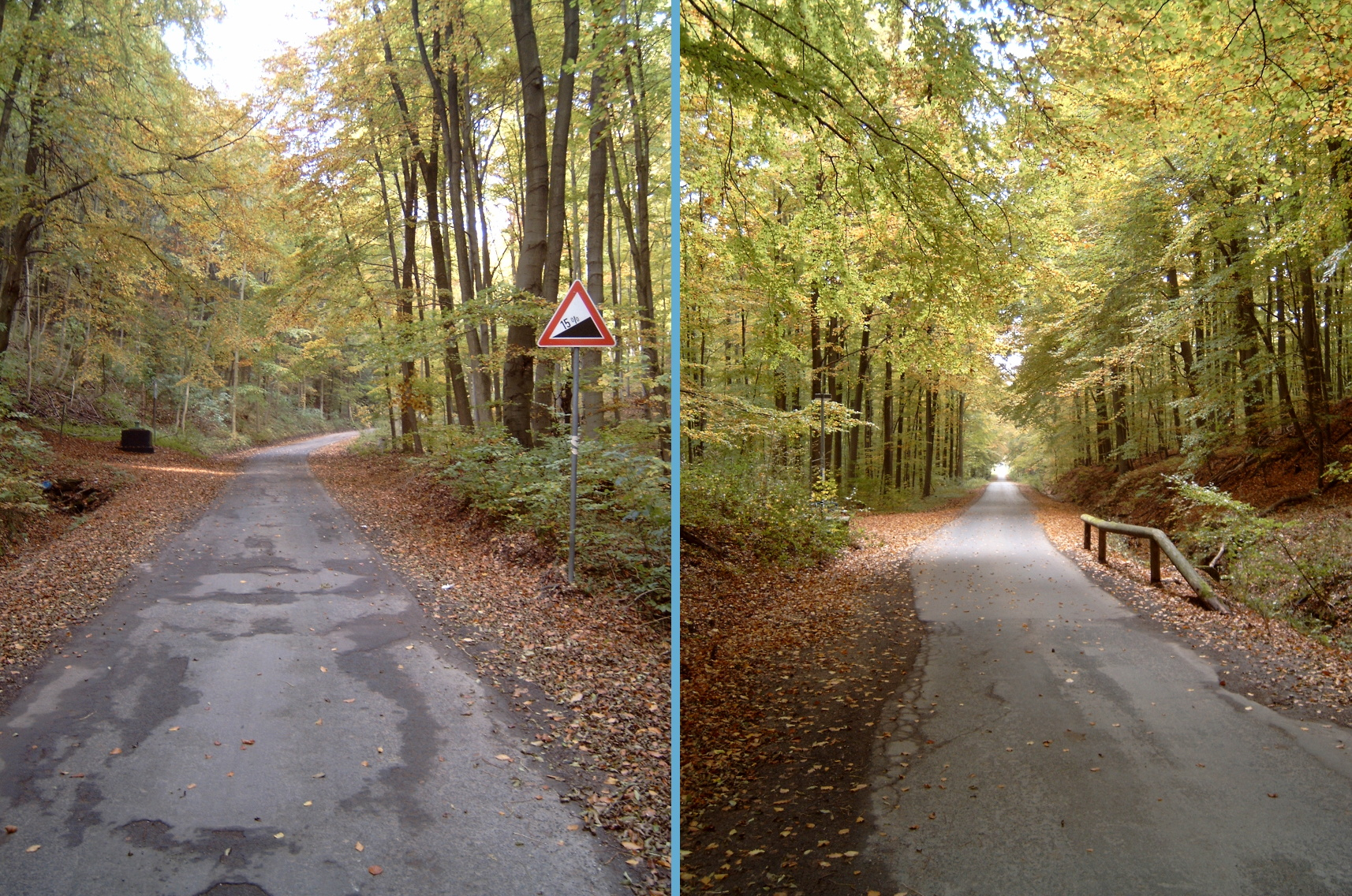
Deister, Jägerallee zwischen Springe und Deisterkamm; Richtung Deisterkamm (links), Richtung Springe (rechts)

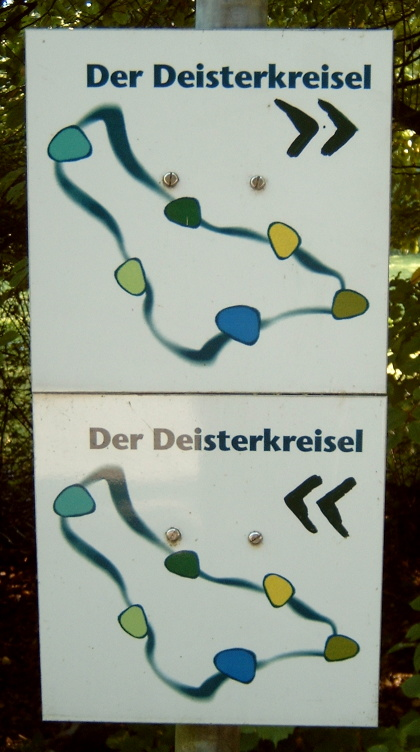
Radtourenweg „Deisterkreisel“, Beschilderung

Durch die bei Völksen gelegenen Ostausläufer des Deisters führt die Bundesstraße 217 (Springe–Völksen–Steinkrug) und südwestlich und westlich vorbei die Bundesstraße 442 (Bad Münder–Eimbeckhausen–Messenkamp–Lauenau–Rodenberg–Bad Nenndorf) mit Anbindung an die westlich verlaufende Bundesautobahn 2 (Anschlussstelle Lauenau). Nördlich vorbei führt die Landesstraße 391 (Bad Nenndorf–Hohenbostel–Barsinghausen–Egestorf–Wennigser Mark–Wennigsen), an die östlich die zur B 217 verlaufende L 390 (Wennigsen–Argestorf–Bredenbeck–Bennigsen) anschließt. Somit kann man den Deister gänzlich umfahren. Etwa mittig durch den Deister führt von Egestorf im Nordosten über den Nienstedter Pass (276,6 m) und durch Nienstedt nach Eimbeckhausen im Südwesten die L 401, und zwischen Nienstedt und Messenkamp verläuft die Kreisstraße 61 durch die Südwestausläufer des Höhenzugs.